# Jamník (powiat Nowa Wieś Spiska)
Jamník – wieś (obec) na Słowacji położona w kraju koszyckim, w powiecie Nowa Wieś Spiska. Pierwsze wzmianki o miejscowości pochodzą z roku 1277.
Według danych z dnia 31 grudnia 2012, wieś zamieszkiwały 1143 osoby, w tym 570 kobiet i 573 mężczyzn.
W 2001 roku pod względem narodowości i przynależności etnicznej 99,81% mieszkańców stanowili Słowacy, a 0,09% Czesi.
Ze względu na wyznawaną religię struktura mieszkańców kształtowała się w 2001 roku następująco:
- Katolicy rzymscy – 99,53%
- Grekokatolicy – 0,19%
- Ateiści – 0,28%